# Saint-Hilaire-sur-Puiseaux
Saint-Hilaire-sur-Puiseaux är en kommun i departementet Loiret i regionen Centre-Val de Loire strax norr Frankrikes mitt. Kommunen ligger i kantonen Lorris som tillhör arrondissementet Montargis. År 2022 hade Saint-Hilaire-sur-Puiseaux 154 invånare.

## Befolkningsutveckling
Antalet invånare i kommunen Saint-Hilaire-sur-Puiseaux
| Referens: INSEE |